# Smith & Wesson
Smith & Wesson je ameriško orožarsko podjetje, ki sta ga leta 1852 ustanovila Horace Smith in Daniel B. Wesson in deluje še danes.

## Zgodovina
Podjetje je imelo sprva sedež v Norwichu v ameriški zvezni državi Connecticut, lastnika pa sta poskušala prodreti na orožarski trg z repetirno pištolo, ki bi uporabljala enoviti naboj. Ideja se na trgu ni prijela, zaradi česar je podjetje že leta 1854 zapadlo v finančne težave. Smith in Wesson sta morala podjetje prodati bogatemu proizvajalcu srajc Oliverju Winchestru. Ta je leta 1866 uporabil idejo o repetirnem orožju, ki jo je povzel po njuni ideji in ideji Benjamina Henryja, katerega podjetje je prav tako odkupil leta 1860. Leta 1866 je tako Winchester izdelal repetirno puško, ki jo je začelo serijsko izdelovati njegovo podjetje Winchester Repeating Arms Co.
Smith in Wesson sta med tem leta 1856 ustanovila novo podjetje, v katerem sta začela izdelovati prvi revolver na naboj z robnim vžigom, ki sta ga patentirala avgusta 1854. To je bil hkrati tudi prvi revolver na svetu, ki je uporabljal enoviti naboj. Tokrat sta patentirala tudi revolver, kar je podjetju zagotovilo lepo prihodnost.
Kmalu sta ustanovitelja ugotovila, da podjetje ne more živeti od stare slave. Začela sta z razvojem novega revolverja, ki sta ga skonstruirala leta 1869. Serijska proizvodnja legendarnega Modela 3 se je začela v letu 1870, ta revolver pa je postal prvi velikokalibrski revolver na svetu, ki je uporabljal enoviti naboj. Prav ta revolver je bil tisti, ki je zagotovil podjetju vodilno vlogo v izdelavi revolverjev na svetu, ta sloves pa se podjetja drži še danes. Zasluge za to gredo tudi prodornemu marketingu podjetja, ki je pridobilo dve veliki stranki. Tako so Model 3 uspeli prodati konjenici ZDA, ki je kupila 1000 kosov tega orožja, eno serijo pa je odkupila tudi carska Rusija.
Leta 1873 se je Horace Smith upokojil in zapustil podjetje, ki je bilo v tistem času že zelo stabilno, svoje delnice pa je prodal Danielu Smithu, ki je tako postal edini lastnik. Kljub Smithovemu odhodu pa podjetje ni mirovalo. Konec devetdesetih let 19. stoletja je Smith & Wesson na trgo poslal povsem novo vrsto revolverja; revolver brez kladivca. Tovrstne revolverje podjetje izdeluje še danes.
Tudi naslednji revolver, ki ga je podjetje prvič izdelalo leta 1899 je v proizvodnji še danes in je še vedno tudi v službeni rabi po celem svetu. Model .38 Military & Police (danes proizvajan pod imenom Smith & Wesson Model 10) je prav gotovo sinonim za službeni revolver. To je bil hkrati prvi revolver izdelan za naboj .38 Special.
Razvoj orožja in streliva v podjetju ni zastal niti v 20. stoletju. Tako so že leta 1935 predstavili prvi revolver, ki je uporabljal močno strelivo Magnum, ki ga je prav tako razvil Smith & Wesson. Prvi Magnum revolver, .357 Magnum je prišel na tržišče še isto leto in takoj postal prodajna uspešnica.
Prvo polavtomatsko pištolo z dvojnim delovanjem sprožilca je podjetje izdelalo v letu 1955. To je bila pištola Smith & wesson Model 39, od takrat naprej pa se je podjetje tudi resneje posvetilo izdelovanju tovrstnega kratkocevnega orožja.
Podjetje je dokončno vzpostavilo primat na področju razvoja in izdelave revolverjev in revolverskega streliva leta 1956 s predstavitvijo revolverja Smith & wesson Model 29, ki ga je izdelalo okoli naboja .44 Magnum, ki so ga razvili v sodelovanju s podjetjem Remington Arms in je bil dolgo najmočnejši naboj za kratkocevno orožje.
Leta 1965 je Smith & Wesson začel s produkcijo revolverja Smith & Wesson Model 60, ki je bil prvi revolver na svetu, izdelan iz nerjavečega jekla. S tem se je v orožarskem svetu začelo povsem novo obdobje izdelave kratkocevnega orožja, v katerem ima Smith & Wesson še vedno eno vodilnih vlog.
Leta 1965 je podjetje postalo javno, med leti 1987 in 2001 pa je bilo v lasti britanskega podjetja Tomkins PLC, ki je zanj plačalo 112 milijonov ameriških dolarjev. 11. maja 2001 pa je Tomkin za 15 milijonov ameriških dolarjev prodal Smith & Wesson podjetju Saf-T-Hammer Corporation skupaj s 30 milijoni dolga, ki ga je podjetje imelo. Saf-T-Hammer je podjetje, specializirano za izdelavo varnostnih ključavnic za strelno orožje in je Smith & Wesson kupilo z namenom opremiti vsa nova orožja s tem mehanizmom.
15. februarja 2002 se je podjetje preimenovalo v Smith & Wesson Holding Corporation.

## Podjetje danes
Podjetje je danes usmerjeno v proizvodnjo revolverjev, polavtomatskih pištol, šibrenic in avtomatskega orožja, izdeluje pa tudi opremo za varnostne sile. Poleg tega se čedalje bolj vključuje tudi v ameriški vesoljski program.
Poleg tega je podjetje oktobra 2002 podpisalo pogodbo o sodelovanju s podjetjem Cycle Source Group, s katerim naj bi začelo izdelovati posebna »tiha «kolesa za policijske enote, ki naj bi bila v prihodnosti na voljo tudi širši javnosti.
V zadnjem času se je podjetje posvetilo tudi izdelavi revolverjev največjega kalibra, za naboj lastne proizvodnje .500 Smith & Wesson Magnum, s katerim želi prodreti na trg v kategoriji lova na visoko divjad s kratkocevnim orožjem. Ta vrsta lova je namreč v ZDA čedalje bolj priljubljena, Smith & Wesson pa postaja eno vodilnih podjetij pri izdelavi tovrstnega orožja.

## Strelivo, ki ga je patentiralo podjetje Smith & Wesson
Smith & Wesson je skozi zgodovino patentiral veliko različnih vrst nabojev, nekatere od njih v povsem novih kalibrih. mnogi od teh kalibrov so prav zaradi tega podjetja in jegovih proizvodov ostali na tržišču še danes. Mnogi so tudi postali sinonim za revolverski naboj.
- .22 Short—priljubljeni .22 Long Rifle, osnovan na naboju .22 Short, ki ga je skonstruiralo podjetje J. Stevens Arms & Tool Co.
- .32 S&W—včasih imenovan  .32 Short

- .32 S&W Gallery
- .32 S&W Long—včasih imenovan .32 New Colt Police ali 32-44 Target

- .35 S&W Automatic
- .38 S&W—včasih imenovan .38 Colt New Police ali 38/200 v Veliki Britaniji
- .38 S&W Special
- .357 S&W Magnum
- .40 S&W
- .41 Magnum—Remington Arms je razvil strelivo, Smith & Wesson pa je izdelal prvi revolver zanj
- .44 S&W American
- .44 S&W Russian
- .44 S&W Special
- .44 Remington Magnum (glej opombo pri .41 Remington Magnum)
- .45 S&W Schofield
- .460 S&W Magnum
- .500 S&W Magnum

## Najbolj znani revolverji podjetja Smith & Wesson
- S&W Model 3—prvi revolver z avtomatskim izmetom praznih tulcev

Modeli z »J-ogrodjem« (majhnim)
- S&W Model 36—poznan kot Chiefs Special; prvi revolver z »J-ogrodjem« (1950)
- S&W Model 60—prvi revolver iz nerjavnega jekla (1965); the stainless Chiefs Special
- S&W Model 340PD—prvi revolver izdelan iz skandijeve zlitine, izjemno lahke konstrukcije (340 g).
- S&W Centennial - standardni ultralahki revolverji (modeli 40, 42, 442, 640, 642) (včasih na voljo tudi v kalibru 9 mm Luger - Model 940)
- S&W Ladysmith

Modeli s »K-ogrodjem« (srednjim)
- S&W Model 10—prvi revolver v kalibru .38 Special, izpeljan iz modela Smith & Wesson M&P
- S&W Model 12
- S&W Model 13
- S&W Model 14
- S&W Model 15
- S&W Model 16
- S&W Model 17
- S&W Model 18
- S&W Model 19—prvi bruniran revolver Combat Magnum; prvi ultralahki revolver v kalibru .357 Magnum, izdelan na željo Billa Jordana
- S&W Model 64—inox verzija Modela 10
- S&W Model 65—inox verzija Modelq 13
- S&W Model 66— inox Combat Magnum; takrat najbolj priljubljen policijski magnum revolver

Modeli z »L-ogrodjem« (srednje velikim)
- S&W Model 586— bruniran Distinguished Combat Magnum
- S&W Model 686— inox izvedba Distinguished Combat Magnuma

Modeli z »N-ogrodjem« (velikim)
- S&W Model 21
- S&W Model 22
- S&W Model 24
- S&W Model 25— v kalibrih .45 ACP in .45 LC
- S&W Model 27—
- S&W Model 28— Highway Patrolman v kalibru .357 Magnum za policijske enote, izboljšan model 27 za nižjo ceno
- S&W Model 29— prvi revolver v kalubru .44 Magnum, zaslovel je v filmih Dirty Harry
- S&W Model 58— v kalibru .41 Magnum; 4-inčna cev s fiksnimi merki; oglaševan kot policijski revolver, ki naj bi nadomestil revolverje kalibrov .38/.357
- S&W Model 1917— prvi revolver za naboj .45 ACP
- S&W Model 610
- S&W Model 624
- S&W Model 625— revolver s katerim je Jerry Miculek leta 1999 postavil svetovni rekord v 12 izstreljenih nabojih z menjavo v tri tarče. To mu je uspelo v 2,99 sekundah

- S&W Model 627— zamenjava za Model 27; boben s kapaciteto 8 nabojev kalibra .357
- S&W Model 629
- S&W Model 329PD—enak kot model 629, izdelan iz skandija in titana (740 g). Trenutno najlažji revolver za naboj .44 magnum.

Modeli z »X-ogrodjem« (največjim)
- S&W Model 500
- S&W Model 460XVR
- S&W Model 460ES— del linije Emergency Survival.  Izdelujejo tudi revolver 500ES.

## Znane polavtomatske pištole
- S&W Model 39—prva ameriška double action pištola v kalibru 9 mm Luger
- S&W Model 41 in kasnejše izpeljanke—tekmovalne malokalibrske pištole v kalibru .22 LR
- S&W Model 2206 - kaliber .22 LR
- S&W Model 52 ter kasnejše 52-1 in 52-2—tekmovalne pištole za revolverski naboj .38 Special (s kroglo wadcutter)
- S&W Model 3913—a kompaktna izvedba Modela 39
- S&W Model 4506
- S&W Model 469
- S&W Model 59—prva pištola z dvorednim okvirjem za naboje velike kapacitete ter double-action sprožilcem v kalibru 9 mm Luger Parabellum
- S&W Model 5906
- S&W Model 910
- S&W Model 1006—model iz nerjavečega jekla v kalibru 10mm auto
- S&W Model 4003-40—policijska pištola
- S&W Model 4006-40—policijska pištola
- modeli Smith & Wesson Sigma
- Smith & Wesson SW99
- Smith & Wesson M&P

## Smith & Wesson v popularni kulturi
- S Smith & Wesson Model 29 v kalibru .44 Magnum je zaslovel Clint Eastwood v vlogi policista v filmih Dirty Harry